# Duale Hochschule Baden-Württemberg Karlsruhe

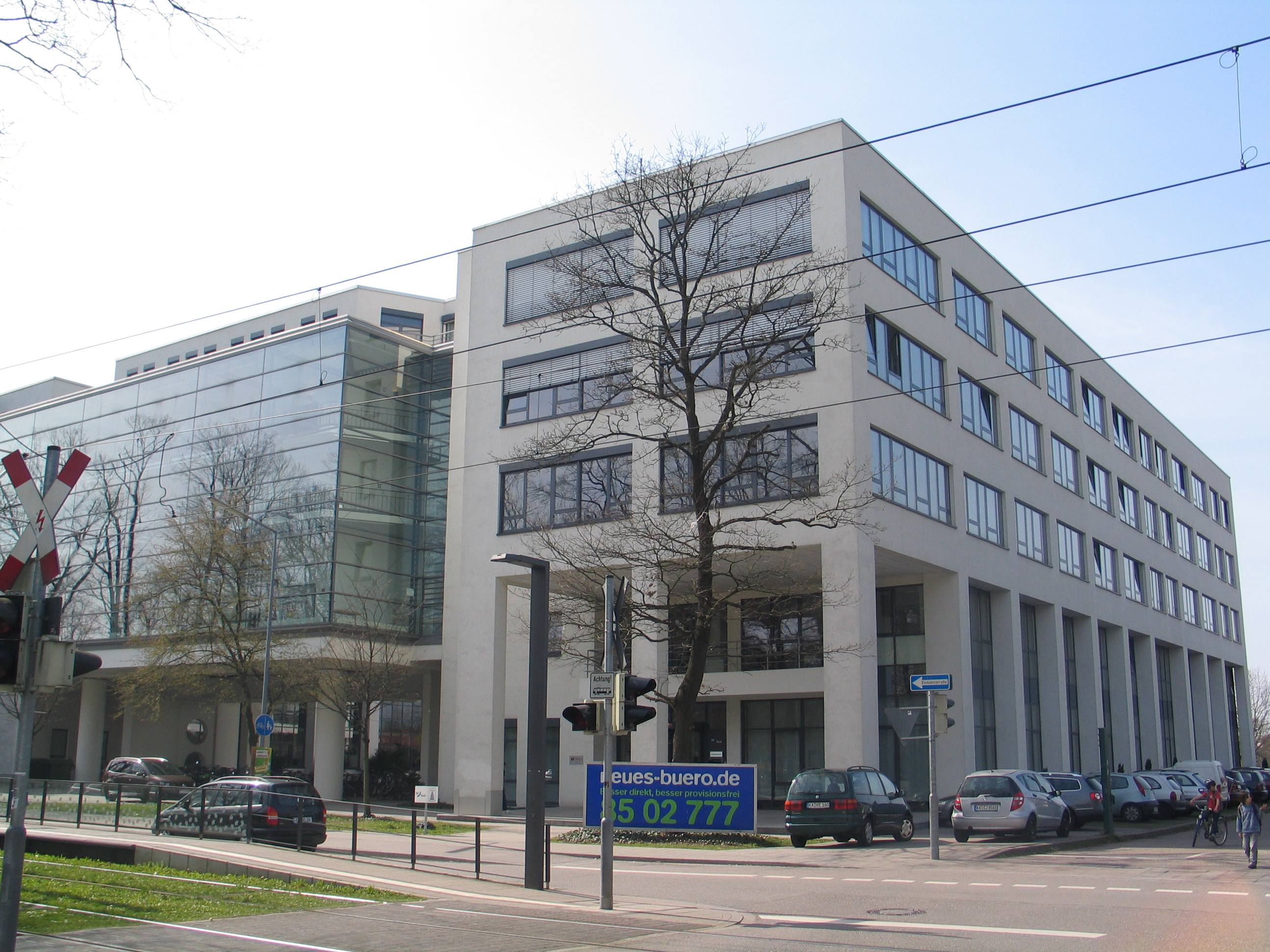
DHBW Karlsruhe

Die Duale Hochschule Baden-Württemberg Karlsruhe (englisch Baden-Württemberg Cooperative State University) ist einer der Standorte der Dualen Hochschule Baden-Württemberg.

## Geschichte
Die Berufsakademie Karlsruhe nahm 1979 den Studienbetrieb auf. 48 Studenten von 32 Ausbildungsunternehmen begannen ihr Studium im Bereich Maschinenbau oder Industrie. Studienangebot und Studierendenzahlen stiegen im Lauf der Jahre. 1995 bezog sie einen Neubau in der Karlsruher Nordstadt. 2004 erreichte die BA Karlsruhe über 6000 Absolventen. Zum 1. März 2009 wurde sie Teil der Dualen Hochschule Baden-Württemberg.

## Studiengänge
Das Studienangebot der Bachelorstudiengänge der Dualen Hochschule Baden-Württemberg Karlsruhe gliedert sich in die drei Studienbereiche (Fakultäten) Gesundheit, Technik und Wirtschaft:

### Fakultät Gesundheit
- Angewandte Gesundheits- und Pflegewissenschaften
- Angewandte Hebammenwissenschaft
- Physician Assistant / Arztassistent

### Fakultät Technik
- Elektrotechnik (Automation, Nachrichtentechnik)
- Informatik (Informatik, Informationstechnik, Medizinische Informatik)
- Maschinenbau (Produktionstechnik, Konstruktion und Entwicklung, Allgemeiner Maschinenbau)
- Mechatronik
- Papiertechnik (läuft aus, wird durch SST ersetzt)
- Sicherheitswesen (läuft aus, wird durch SST ersetzt)
- Sustainable Science and Technology (Papiertechnologie, Verpackungstechnologie, Arbeitssicherheit, Strahlenschutz, Umweltschutztechnik)
- Wirtschaftsingenieurwesen (Produktion und Logistik, Internationaler technischer Vertrieb)

### Fakultät Wirtschaft
- BWL – Bank
- BWL – Deutsch-Franz. Management (deutsch / français)
- BWL – Digital Business Management
- BWL – Digital Commerce Management
- BWL – Handel
- BWL – Industrie (Industrial Management, Supply Chain Management)
- BWL – Versicherung
- RSW – Steuern und Prüfungswesen
- Unternehmertum (Präsenzstudium, UN – Online)
- Wirtschaftsinformatik (Data Science, Sales & Consulting, Software Engineering)